# Милован Марић
Милован „Мићко“ Марић (20. септембар 1986) је српски кошаркаш и члан КК Борац Чачак за који наступа од почетка своје каријере, односно од 2005. године. Висок је 196 цм и игра на позицији бека. Као играч млађих селекција Борца освојио је многе титуле.